# 옌춘 동역
옌춘 동역(중국어: 阎村东站)은 중화인민공화국 베이징시 팡산구 시루 가도 둥옌 마을 다젠로에 위치한 베이징 지하철 팡산선과 옌팡선의 지하철 환승역이다. 옌팡선은 팡산신청 량샹 조단에서 옌팡 조단까지의 연장선이다. 옌팡선 건설을 협력하기 위해 팡산선은 원래 터미널 역인 쑤좡역에서 옌춘 동역까지 연장되어 평면 환승을 구현하였다. 옌춘 동역은 옌팡선과 팡산선의 연결 운행을 위한 대비가 이루어졌었다.
옌춘 동역은 2015년 7월 구조적 폐쇄를 달성하였고, 2017년 12월 30일 옌팡선 개통 및 팡산선 서쪽 연장과 함께 개통되어 환승 기능을 실현하였다. 이 역은 베이투청역, 싼위안차오역, 궈궁좡역, 바이스차오난역, 츠서우쓰역에 이어 6번째 베이징 지하철 역이 개통된 후 환승역이 되었다.

## 위치
이 역은 서남6환로에 위치하며 다젠로 북쪽, 팡산선 옌춘 차량단 남측에 위치하며 동서 방향으로 배치되어 있다. 팡산선은 동쪽으로 징강아오 고속공로를 가로질러 쑤좡역으로 연결되고, 옌팡선은 서쪽으로 6환로를 가로질러 쯔차오우역으로 연결된다. 옌팡선의 옌춘 북 차량단도 이 곳과 연결되어 있다.

## 역 구조
옌춘 동역은 6기둥, 5경간 프레임 구조와 쌍섬식 승강장 설계를 갖춘 2층 규모의 고가역으로, 역사 길이는 118m, 폭은 36.4m, 건물 높이는 17.5m이다. 1층은 대합실 층이고, 2층은 승강장 층이다. 4개의 선로 중 내측 2선은 팡산선 선로이고 외측 2선은 옌팡선 선로로 평면 환승을 형성한다. ; 또한, 대합실 층 유료 구역의 역사 천장과 승강장 벽도 특별 설계되었다.

### 층별 구조
| 2층 승강장 층    | ←                                                                  | ■ 옌팡선 하차 전용 승강장                                                            |
| 2층 승강장 층    | 섬식 승강장, 팡산선은 오른쪽 출입문이, 옌팡선은 왼쪽 출입문이 열림 |                                                                                      |
| 2층 승강장 층    | ←                                                                  | ■ 팡산선 일반 구간 열차 둥관터우난 방면 / 직통 열차 국가도서관 방면 (■ 9호선) (쑤좡) |
| 2층 승강장 층    | →                                                                  | ■ 팡산선 하차 전용 승강장                                                            |
| 2층 승강장 층    | 섬식 승강장, 팡산선은 오른쪽 출입문이, 옌팡선은 왼쪽 출입문이 열림 |                                                                                      |
| 2층 승강장 층    | →                                                                  | ■ 옌팡선 옌산 방면 (쯔차오우)                                                        |
| 지면층 대합실 층 | 대합실                                                             | 발권 서비스, 자동 발매기, 이카통(一卡通) 카드 충전, A-B출입구                        |

## 출입구
|                          |                            |                                                          |      |  |
|                          |                            |                                                          |      |  |
| 출구                     | 지시                       | 출구 인근                                                | 사진 |  |
| ■ 팡산선 ■ 옌팡선에 연결 |                            |                                                          |      |  |
| 出口 · A · 1             | 둥옌 마을 신춘(东沿村新村) | 옌춘 동 차량단(阎村车辆段), 옌춘 북 차량단(阎村北车辆段) |      |  |
| 出口 · A · 2             | 둥옌 마을 신춘(东沿村新村) | 옌춘 동 차량단(阎村车辆段), 옌춘 북 차량단(阎村北车辆段) |      |  |
| 出口 · B · 1             | 다젠로(大件路)             |                                                          |      |  |
| 出口 · B · 2             | 다젠로(大件路)             |                                                          |      |  |
| 아이콘 설명: 경사로      |                            |                                                          |      |  |